# John Roland Abbey
Pour les articles homonymes, voir John Abbey et Abbey.
John Roland Abbey, né le 23 novembre 1894 à Brighton et mort le 24 décembre 1969, est un collectionneur de livres anglais  et High sheriff.

## Biographie

### Jeunesse
John Roland Abbey naît le 23 novembre 1894 à Brighton.
Il est l'aîné des trois fils de William Henry Abbey, un brasseur, et s'appelle John Rowland avant de retirer le "w". Après un accident qui lui cause des lésions permanentes à l'un de ses coudes, il est éduqué par un tuteur privé, M. Möens, au lieu d'aller à l'école. 

### Carrière militaire
En novembre 1914, au début de la Première Guerre mondiale, il est nommé officier régimentaire dans la brigade des fusiliers, servant pendant deux ans sur le front de l'ouest dans les 13e et 8e bataillons. Il a la chance de s'échapper dans le cadre du 8e Bataillon ; alors qu'il sert en réserve, le bataillon prend part à la bataille de Flers-Courcelette, perdant tous les officiers sauf un. Gazé en novembre 1916, il passe cinq mois à l'hôpital pour se rétablir avant d'être démobilisé en octobre 1917 et démobilisé en 1919. Son frère cadet, le lieutenant Noel Roland Abbey, est tué sur le front occidental en 1918 alors qu'il sert dans les Grenadier Guards. Abbey rejoint plus tard la brigade des fusiliers en novembre 1939, et sert de 1941 à octobre 1943 comme officier d'état-major de l'amiral-surintendant à Great Yarmouth. Bien qu'il ait quitté l'armée en 1943, il reçoit le grade honorifique de major en 1946.

### Vie personnelle
Après avoir quitté l'armée, il devient directeur de la brasserie Kemp Town, succédant à son père comme président en 1943 et fusionnant l'entreprise avec Charringtons en 1954. Le 7 juin 1921, il épouse Ursula Cairns, fille de Wilfred Cairns, 4e comte Cairns, avec qui il a deux filles. En 1945, il est nommé High Sheriff du Sussex, poste qu'il occupe pendant un an.

## Collection de livres

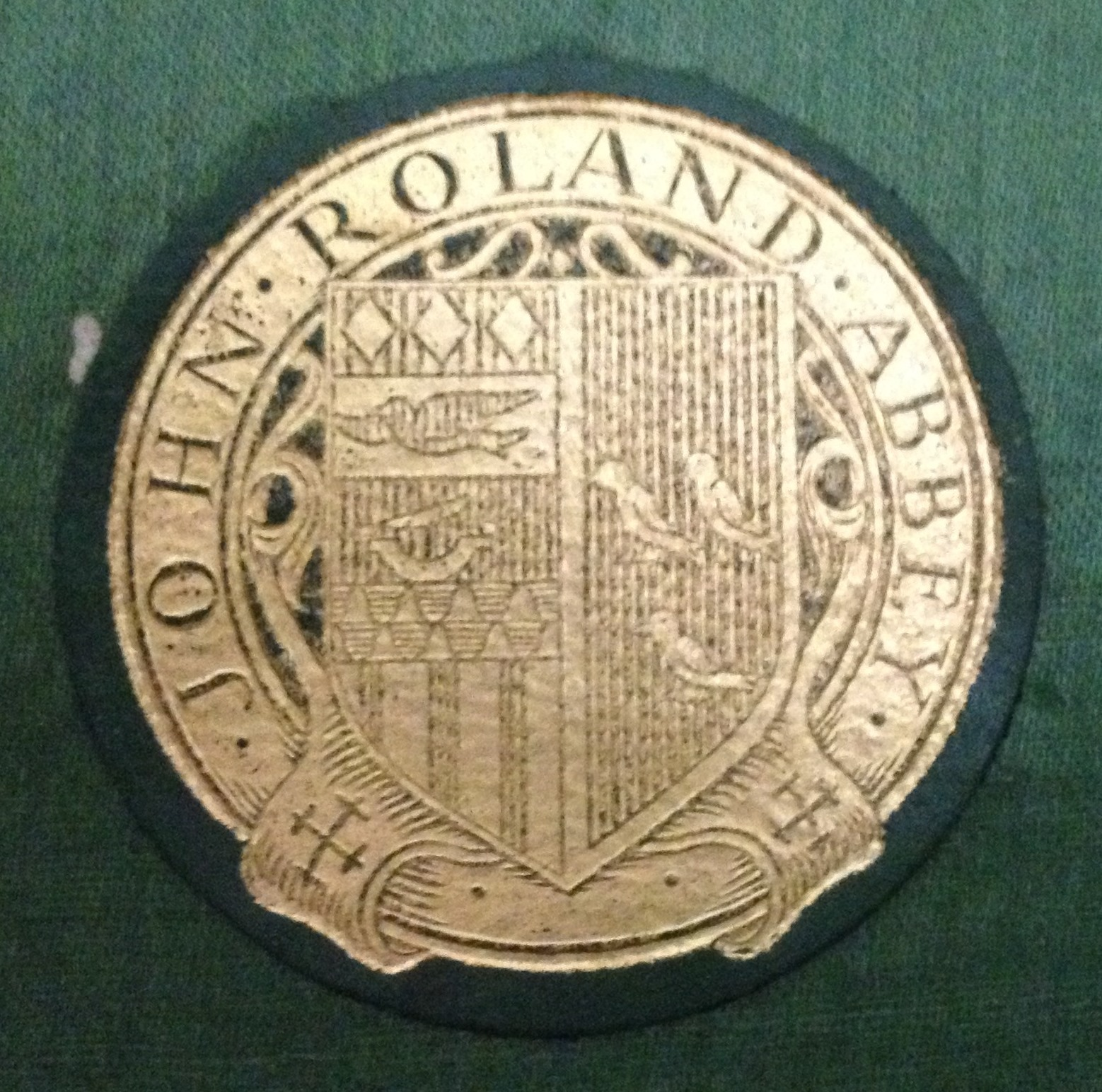
Ex-libris John Ronald Abbey

Sa collection de livres commence en 1929 par l'achat de livres de diverses presses privées, puis finalement par l'acquisition des collections complètes de livres des presses Kelmscott, Ashendene et Gwasg Gregynog. Il s'intéresse également aux reliures modernes et, en 1931, commande à Sybil Pye et à R. de Coverley & Sons un exemplaire des Mémoires d'un officier d'infanterie de Siegfried Sassoon orné des armoiries de l'abbaye. Il collectionne également les livres anciens, en commençant par la vente de la collection de Primrose et en l'enrichissant de 1936 à 1938 grâce aux ventes des collections Mensing, Moss, Aldenham, Schiff et Cortlandt F. Bishop, qui permettent de réunir plus de 1 300 livres. Il meurt le 24 décembre 1969 à Londres et, à l'exception des manuscrits donnés à sa famille et d'un groupe de livres donnés aux collections de l'Eton College, ses textes restants furent vendus pour 993.509 £ entre 1970 et 1975,.